# Energide
Als Energide (altgriechisch ἐενεργός ‚aktiv, tätig‘, Plural Energiden) wird die physiologische Einheit aus dem Zellkern und dem ihn umgebenden Cytoplasma bezeichnet. Der Begriff wurde erstmals 1892 von dem Botaniker Julius Sachs in die Biologie eingeführt und seit 1909 von Max Hartmann auch entwicklungsphysiologisch angewendet.
Zellen können einkernig (monoenergid) oder vielkernig (polyenergid) sein. Bei polyenergiden Zellen spricht man häufig von einem Syncytium, insbesondere dann, wenn ursprünglich monoenergide Zellen zu polyenergiden nachträglich verschmolzen sind.